# Investigación criminal (película)
Investigación criminal (Vice Squad en inglés) es una película de crimen de cine negro estadounidense de 1953 dirigida por Arnold Laven y protagonizada por Edward G. Robinson y Paulette Goddard. También fue distribuida como The Girl in Room 17.

## Trama
Un director de una funeraria casado tiene una aventura, Jack Hartrampf, el cual es testigo presencial reacio del tiroteo de un policía de Los Ángeles. No desea testificar, pero el capitán de detectives "Barney" Barnaby está igualmente decidido. Después de un atraco a un banco realizado por Alan Barkis y su pandilla, otro policía es baleado y un cajero de banco es tomado como rehén. La señora de una agencia de acompañantes, Mona Ross, está dispuesta a ayudar a Barnaby con el caso por una tarifa. Barnaby pone a uno de los socios de Barkis, Marty Kusalich, bajo arresto hasta que Marty implique al verdadero asesino. Pete Monte roba un bote en un intento por llevar a Barkis a la libertad, pero Barnaby y su teniente Lacey llegan justo a tiempo.

## Reparto
- Edward G. Robinson como Capt. Barnaby
- Paulette Goddard como Mona Ross
- K.T. Stevens como Ginny
- Porter Hall como Jack Hartrampf
- Adam Williams como Marty Kusalich
- Edward Binns como Al Barkis
- Barry Kelley como Dwight Foreman
- Jay Adler como Frankie Pierce
- Mary Ellen Kay como Carol Lawson
- Joan Vohs como Vicke Webb
- Lee Van Cleef como Pete Monte
- Harlan Warde como el detective Lacey
- Dan Riss como el teniente Bob Inlay
- Lewis Martin como Policía Teniente. Ed Chisolm
- Byron Kane como el profesor Bruno Varney